# Fac 51 Haçienda

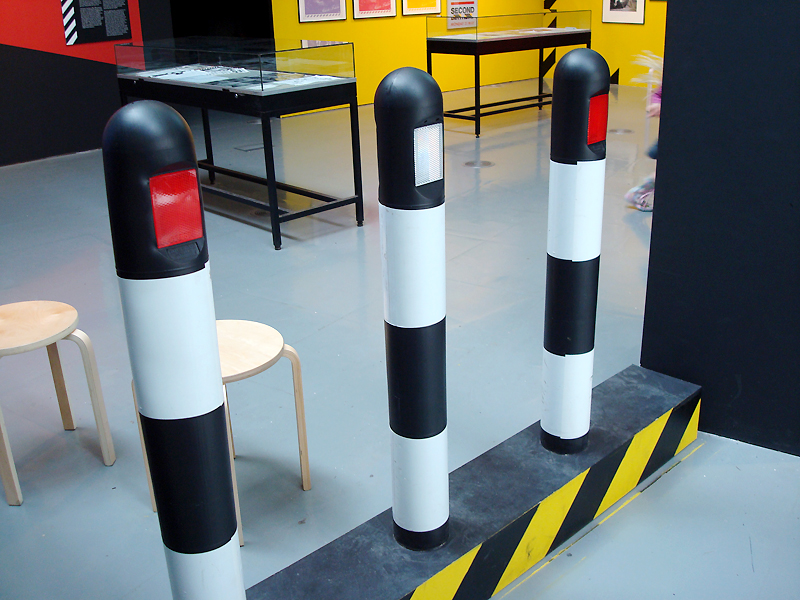
Ausstellung über die Haçienda im Jahr 2007, mit den charakteristischen Pollern und Warnmarkierungen, welche die Tanzfläche eingrenzten

Fac 51 Haçienda (oder auch nur Haçienda) war ein international bekannter Club in Manchester während der Madchester-Zeit der späten 1980er und frühen 1990er (Rave). Der Name war eine Anspielung auf ein Zitat von Ivan Chtcheglov. Finanziert wurde der Club unter anderem vom Label Factory Records und der Band New Order, zusammen mit Anthony „Tony“ Wilson. Zu finden war der Club in der Whitworth Street. Der Club trug den Namenszusatz Fac 51, da die Firma Factory Records nicht nur ihren veröffentlichten Singles und Alben eine Katalognummer zuordnete, sondern sämtlichen Projekten und Gegenständen, die in irgendeiner Weise bürokratisch in Verbindung mit der Plattenfirma standen. Die Schreibweise Haçienda mit Cedille unter dem „c“ weicht von der spanischen Schreibweise von hacienda (für „Bauernhof, Fabrik“) ab.
Er eröffnete 1982, war um 1986 einer der ersten Clubs in Europa, die House-Musik spielten, und bestand bis 1997, trotz erheblicher dauerhafter finanzieller Schwierigkeiten. DJs wie Laurent Garnier begannen dort ihre Karriere. Das Geld kam hauptsächlich aus Plattenverkäufen von New Order. Im Laufe der Jahre erhielten New Order immer mehr Anteile an dem Musikclub, da die Plattenfirma Factory Records in monetärer Schuld bei der New-Wave-Band stand. Im Rahmen der ersten Konzert-Tournee von Madonna im Vereinigten Königreich machte die Popsängerin dort Station. Obwohl der Club während der Rave-Ära sehr populär war, verdienten angeblich Drogendealer weitaus mehr Geld mit ihm als die Organisatoren. Heute befinden sich Luxusappartements am Ort des mittlerweile vollständig abgerissenen Club-Gebäudes.
In dem Film 24 Hour Party People des Regisseurs Michael Winterbottom von 2002, der die Geschichte der Plattenfirma Factory Records anhand des Lebenslaufs von Musikmanager Tony Wilson erzählt, zeichnet ein Nebenstrang der Handlung den Aufbau und Niedergang des Musikclubs Haçienda nach. Für den Film wurde der Club als Studiokulisse in einem Warehouse nachgebaut, das dann wiederum selbst auch als Club genutzt wurde.
Eine Ausstellung mit dem Namen Haçienda 25: The Exhibition - FAC 491 über den Club, der am 21. Mai 2007 25 Jahre alt geworden wäre, begann am 17. Juli 2007 in Manchester. Die Ausstellung, die von URBIS organisiert wurde, enthielt unter anderem von New Order, Tony Wilson und Haçienda-Designer Ben Kelly zur Verfügung gestellte Memorabilia. Höhepunkte der Ausstellung waren die Geburtstagsposter und die Original 51-Türen.

## Zitat
„You’ll never see the hacienda. It doesn’t exist. The hacienda must be built“